# Ziad Zukkari
Ahmad Ziad Zukkari (Ziad Zukkari, en arabe : زياد زكاري), né à Damas en 1926 et mort le 11 septembre 2014 à Damas, est un artiste, peintre et calligraphe syrien. Ziad Zukkari est principalement un peintre figuratif, spécialisé dans les scènes traditionnelles qui mettent en valeur l'architecture et les costumes traditionnels. Il a aussi exécuté des commandes de dessins de timbres poste. Il a peint la plupart des monuments et costumes syriens. Actif dès le milieu du XIXe siècle, il a été « le premier à documenter le patrimoine culturel syrien », en « omettant ni une virgule ni un point ». L'historien Muhammad Bashir Zuhdi (1927–2020) a déclaré que « Zukkari a remplacé l'appareil photo par les pinceaux ». Il a peint les anciens souks et khans, les monuments de Palmyre, et les costumes populaires et anciens. L'artiste et critique Adib Makhzoum a dit de lui qu'il est « une source importante de documentation des costumes locaux ». 

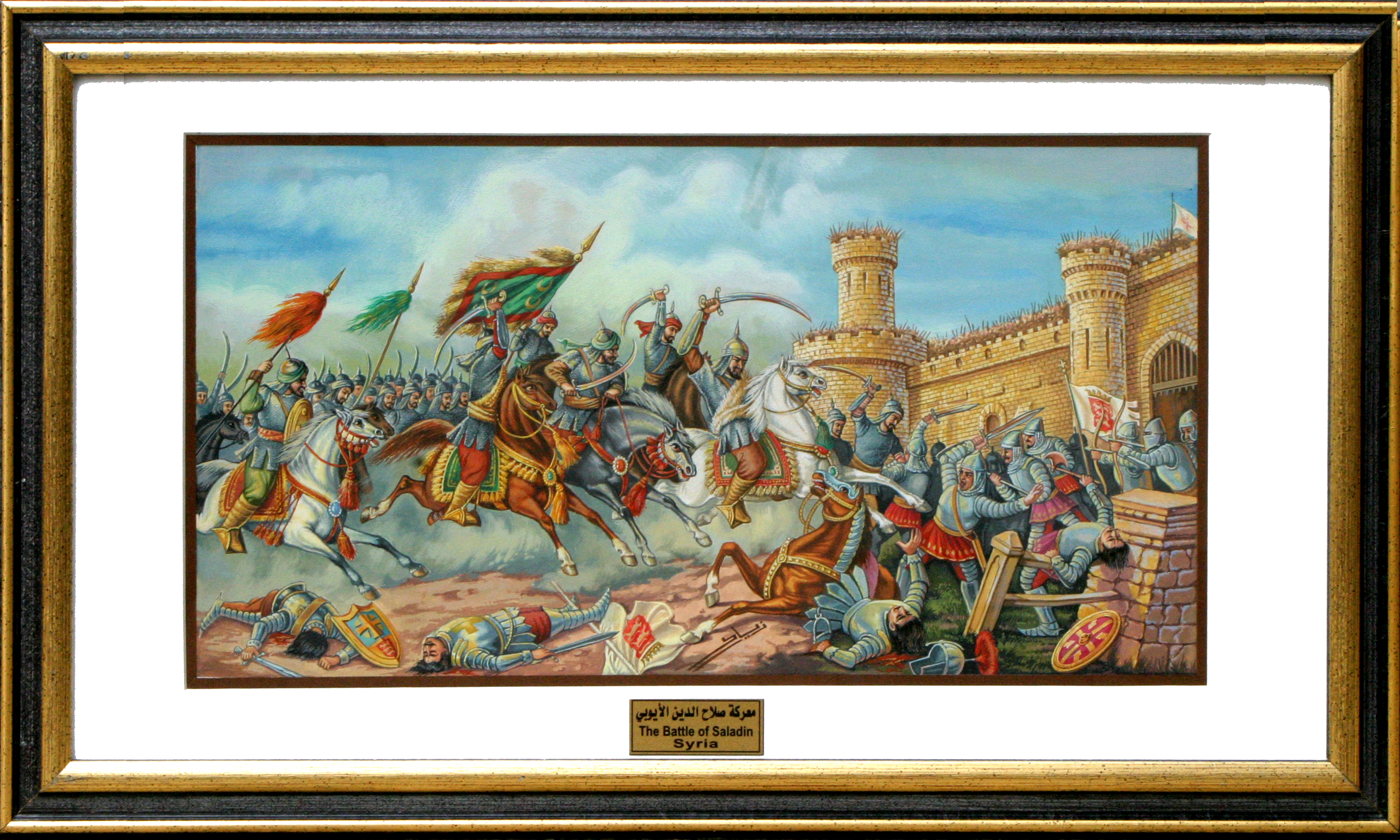
Bataille de Saladin, Syrie, par Ziad Zukkari

## Biographie
Ziad Zukkari est né en 1926 à Damas. À l'âge de huit ans Ziad se met à dessiner à la craie blanche ou de couleur des voyages de famille ou des moments de sa journée sur les façades de la maison familiale à Douma,,. Puis la famille quitte Douma pour s'établir à Damas, dans le quartier d'Al Bahsa Al Baraniyah, en face de la mosquée Al Tausiyah (mosquée des paons), où vivent et travaillent de nombreux peintres et calligraphes. Il découvre l'atelier du peintre Akram Khalqi situé sur l'avenue Arnous dans le quartier de Al-Salihiya et y passe des heures entières,. 
Alors qu'il est employé auprès du Ministère de la culture, il fait des voyages d'étude dans tous les gouvernorats pour documenter de manière systématique le patrimoine national. 

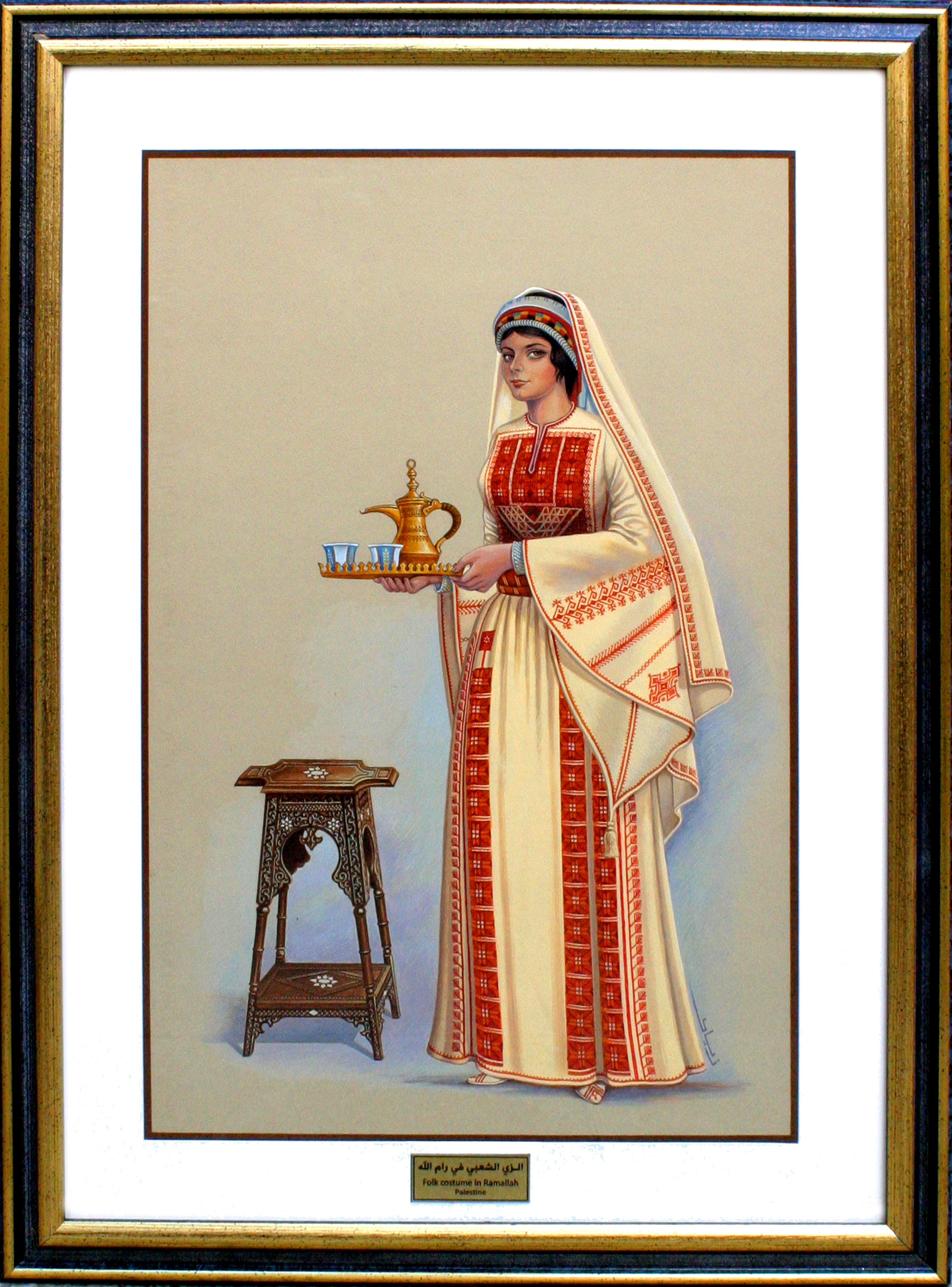
Costume traditionnel de Ramallah, en Palestine, par Ziad Zukkari

## Œuvres
Adolescent, il participe à une exposition de beaux-arts à Damas avec une représentation au fusain d'une scène de chasse au tigre (en) en Inde ancienne. Alors que le chef de l'État (sous mandat de la France), Tajeddine el-Hassani, y tenait une allocution lors de la cérémonie d'inauguration, il lui fait son portrait au crayon. Un assistant du président le lui prend et le montre au président, et le lendemain matin le portrait est publié en première page du journal Al-Istiqlal Al-Arabi avec le nom de l'auteur et accompagné d'un mot d'encouragement. Dès lors, il ne cessera plus de dessiner.  
Adolescent, il découvre dans un magazine une reproduction d'une jeune femme en costume traditionnel de la région de Hauran, et remarque maintes imperfections. Il décide alors de se rendre au Musée Qasr Al-Azem de Damas où il photographie les costumes traditionnels avec son appareil photo, puis les reproduit avec grande précision dans son atelier. 
Zukkari a fait des centaines de voyages à travers tout le pays, y compris dans les petits villages les plus reculés du Nord. Il y a rencontré leurs habitants et documenté leurs traditions. Le journaliste Al-Khaldi l'a qualifié de référence comme il n'y en a point pour les chercheurs en matière de costume et d'artisanat de la région. L'artiste Mamdouh Kashlan l'a considéré comme « maître de la représentation du patrimoine culturel ». 
Il s'est appliqué à représenter les costumes traditionnels dans leur contexte en incluant dans ses toiles des monuments locaux, archéologiques ou historiques, ou des objets artisanaux, tels que les ustensiles pour le Café arabe traditionnel. Il a peint les sites archéologiques et autres sites historiques à Damas, Palmyre, Hama, Homs, Deir ez-Zor et Soueïda. Il a notamment peint la Grande Mosquée des Omeyyades à Damas, la Citadelle d'Alep et les norias de Hama. Il a également été invité en Libye pour reproduire les costumes traditionnels masculins et féminins. 
Spécialisé dans la peinture de costumes traditionnels, Ziad Zukkari participe en février 1986 à une exposition internationale à Paris sous les auspices l'Organisation mondiale du tourisme, tenue à l'occasion de la septième Journée mondiale du tourisme,. Lors de cette exposition, sur le thème « Le tourisme : une force vive au service de la paix du monde »,. il présente des reproductions des costumes traditionnels des différents gouvernorats de Syrie. Dans la foulée, certaines de ces toiles sont ensuite exposées à l'hôtel Méridien de Paris à l'occasion de la journée de la gastronomie syrienne.  
Dès le début de sa carrière, il avait entrepris de représenter systématiquement les costumes traditionnels syriens, notamment ceux qui étaient exposés, de toutes pièces ou en photographie, au Musée Qasr Al-Azem de Damas. Ziad Zukkari a également peint une collection de toiles représentants les costumes traditionnels de la Palestine, et a aussi travaillé sur les costumes libyens. 
En ce qui concerne les timbres philatéliques, Ziad Zukkari a dessiné des timbres postaux ainsi que des timbres fiscaux (redevances) et des timbres pour le Syndicat des ingénieurs (timbres pour l'approbation de plans). En 1957, à l'occasion de la journée nationale de commémoration de l'indépendance de la Syrie, il fait un timbre postal à l'effigie du président de la République Choukri al-Kouatli. Du 5 au 21 juin 1964, il participe à l'exposition philatélique internationale PHILATEC '64 à Paris et remporte la médaille d'argent,. Pour la poste égyptienne, il a notamment dessiné un timbre-poste égyptien à l'occasion de la nationalisation de la compagnie du Canal de Suez intervenue en 1956, et pour lequel il reçoit un prix de la part du président Gamal Abdel Nasser,. Pour la poste syrienne, il a dessiné en 1973 un timbre représentant l'entrée de Khalid Ibn Al-Walid à Damas, et est également l'auteur d'un timbre syrien commémorant le 1100e anniversaire du décès du savant et médecin arabe Rhazès . On estime qu’il est l'auteur de plusieurs dizaines de timbres.  
Une collection quasi exhaustive de tableaux représentant avec un réalisme parfait des monuments et sites nationaux connus de tous n'a pas manqué de susciter l'intérêt des producteurs de cartes postales. Ainsi, Zukkari avait également acquis une notoriété en tant qu'auteur d'illustrations de cartes postales déjà au début des années 90. Ces cartes sont devenues les plus populaires de Syrie et se trouvent dans le monde entier. 
Il est également l'auteur de portraits officiels, notamment de Gamal Abdel Nasser et Hafez el-Assad. 
En septembre 2017, trois ans après son décès, une exposition rétrospective est organisée en sa mémoire au Centre culturel de Mazzeh,. 

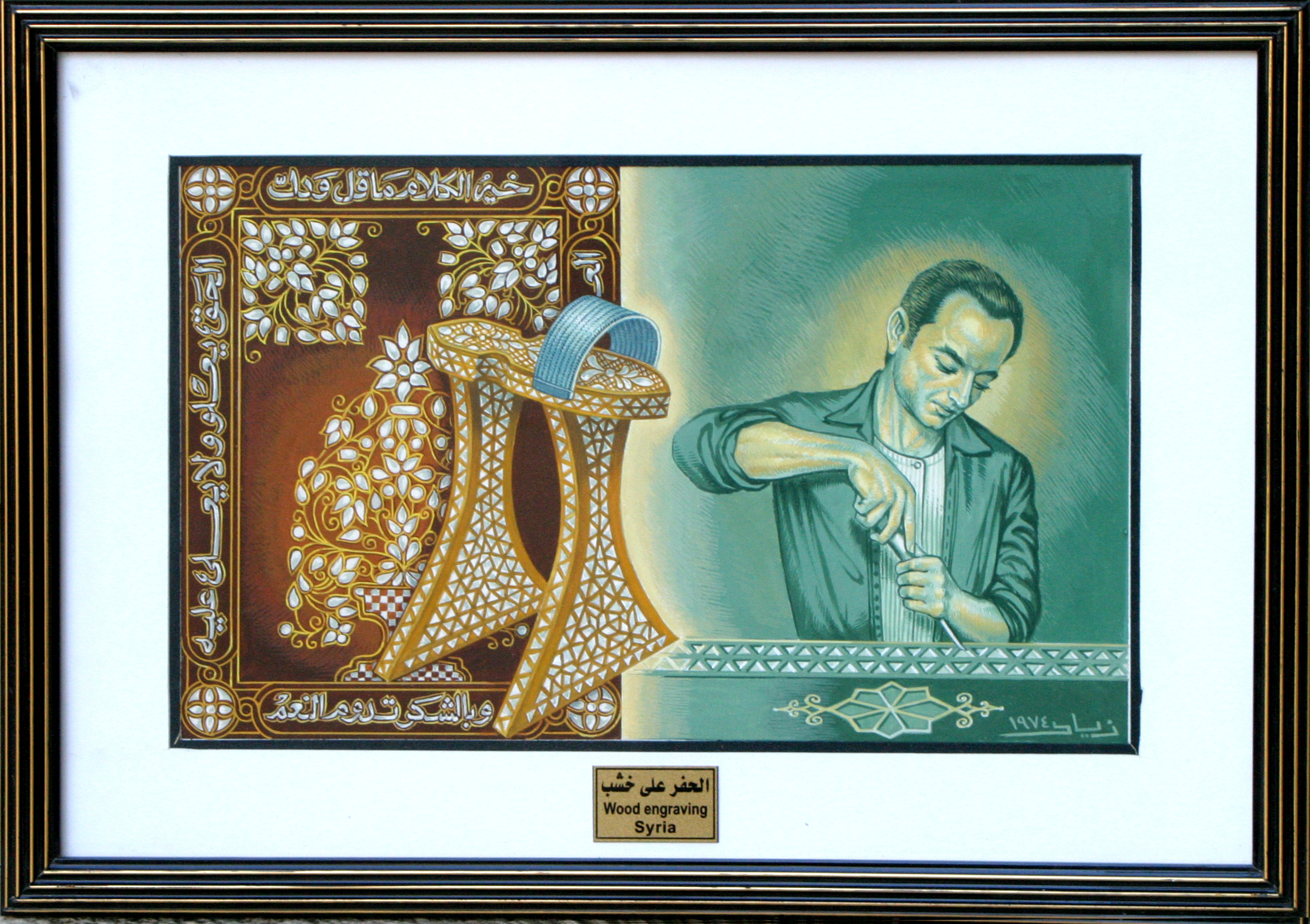
Sculpture sur bois, par Ziad Zukkari

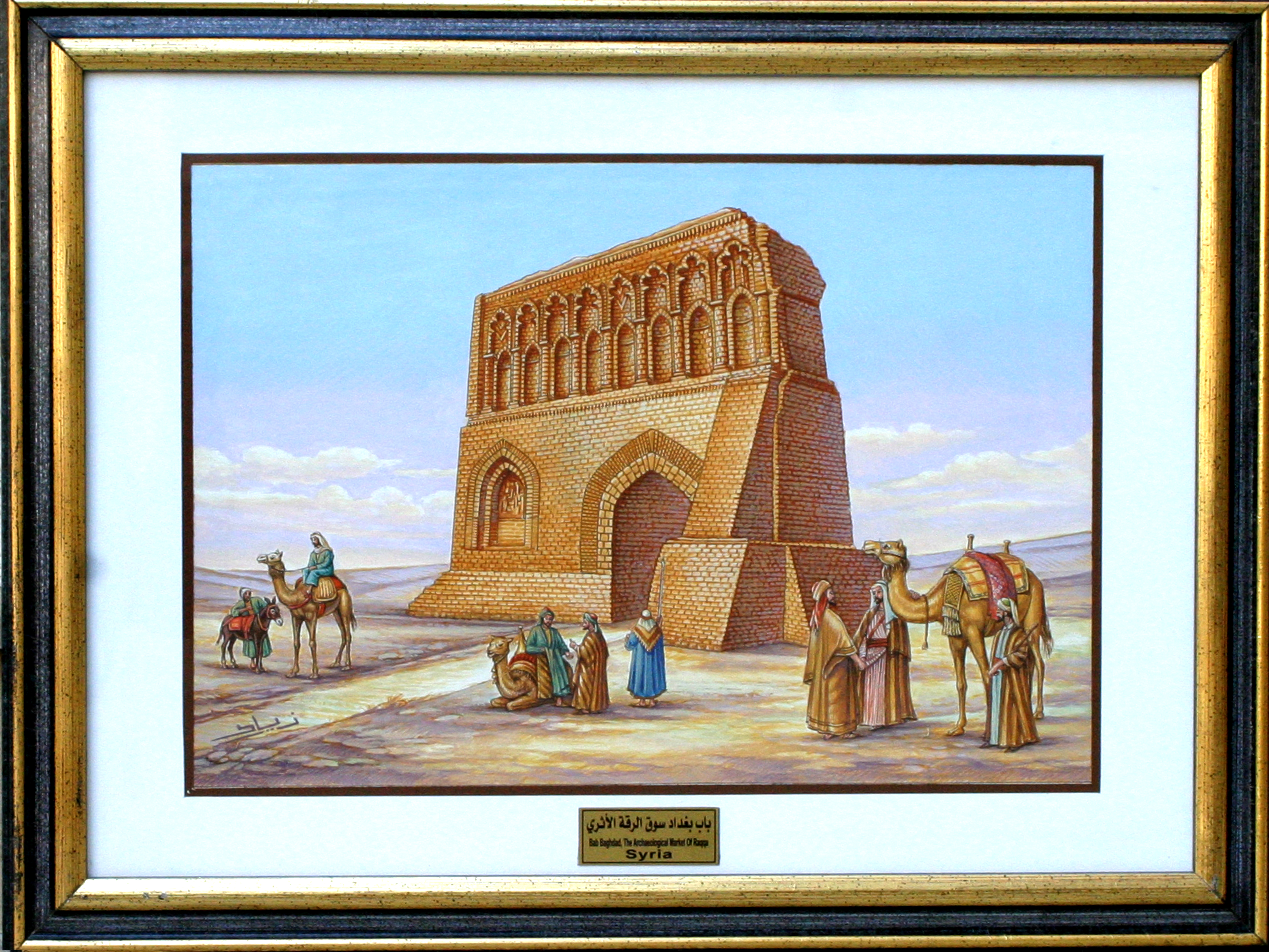
La Porte de Baghdad, marché historique de Raqqa, par Ziad Zukkari

## Distinctions
- Certificat de l'Université Tichrine pour sa contribution à la recherche scientifique, 5 octobre 1991
- Certificat du Centre Adham Ismail pour les arts plastiques, en reconnaissance de son activité artistique de documentation du patrimoine culturel, 7 septembre 2005